# Trogir

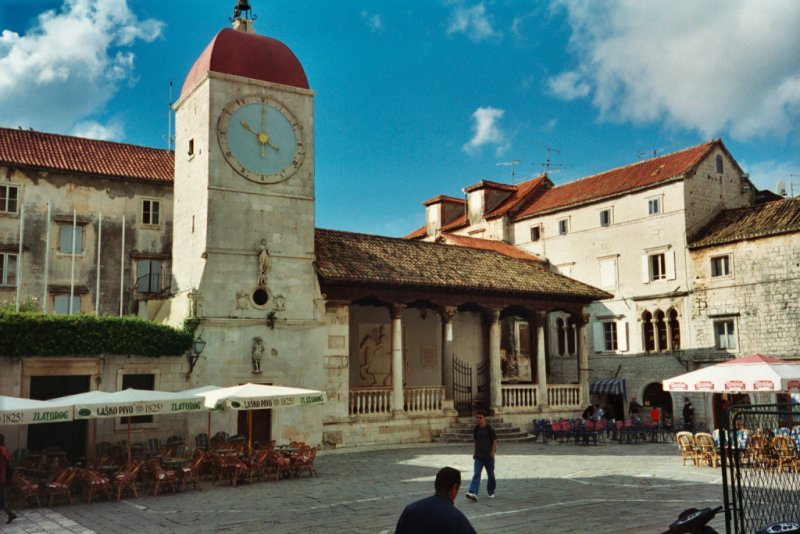
Plaza principal de Trogir.

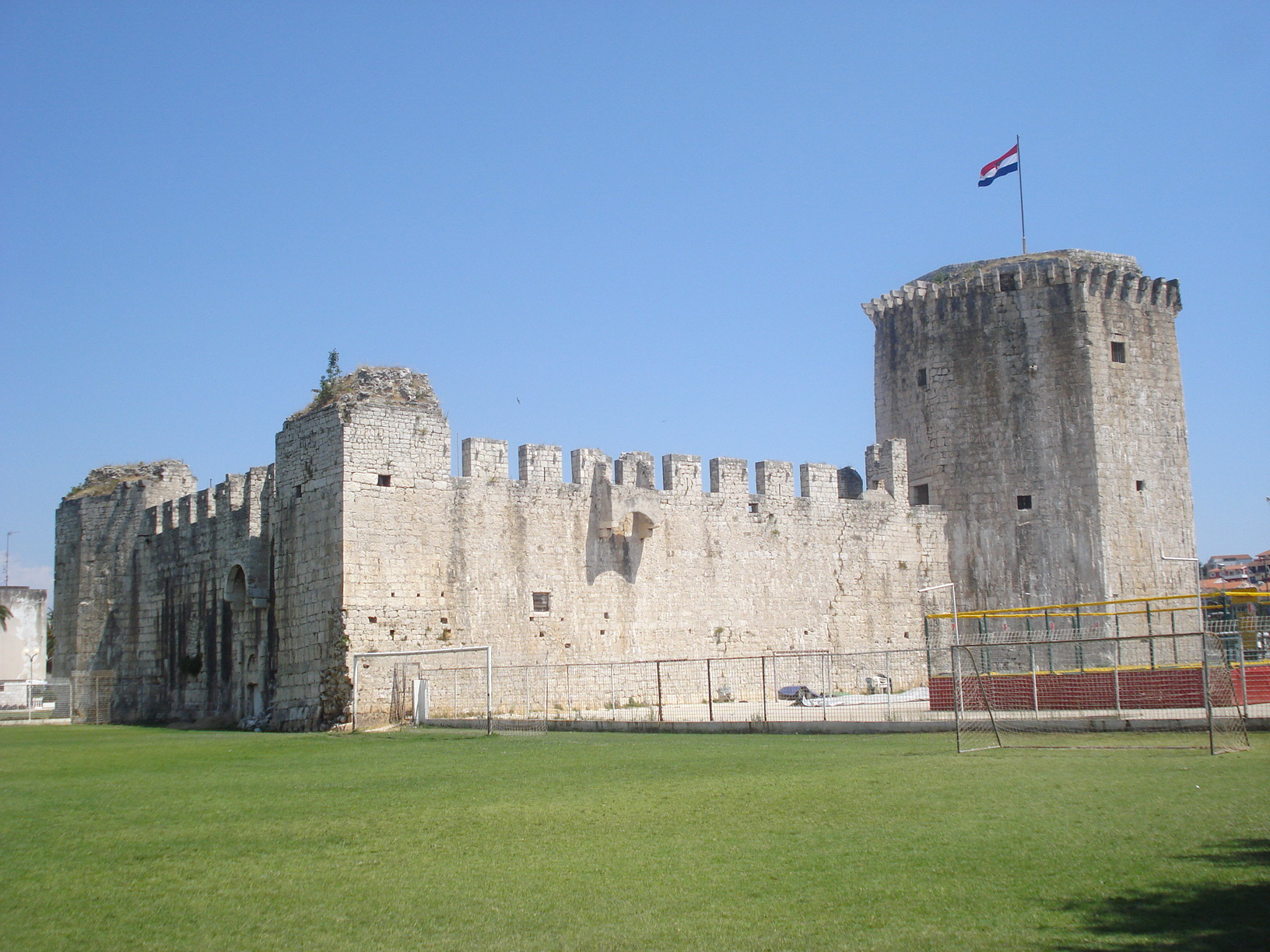
Fortaleza de Kamerlengo

Trogir (en italiano y dálmata Traù, en latín Tragurium, en griego Tragurion, en húngaro Trau) es un puerto y ciudad histórica en la costa del mar Adriático, en la región de Split-Dalmacia, Croacia, donde residen 10.907 habitantes (2001), 13.322 en el municipio (2001). Trogir se encuentra situado 27 km al oeste de Split.
La ciudad está construida sobre una pequeña isla (aprox. 1 km²) situada entre el continente y la isla de Ciovo.
El centro de la ciudad es considerado como Patrimonio de la Humanidad de la Unesco desde 1997.

## Historia

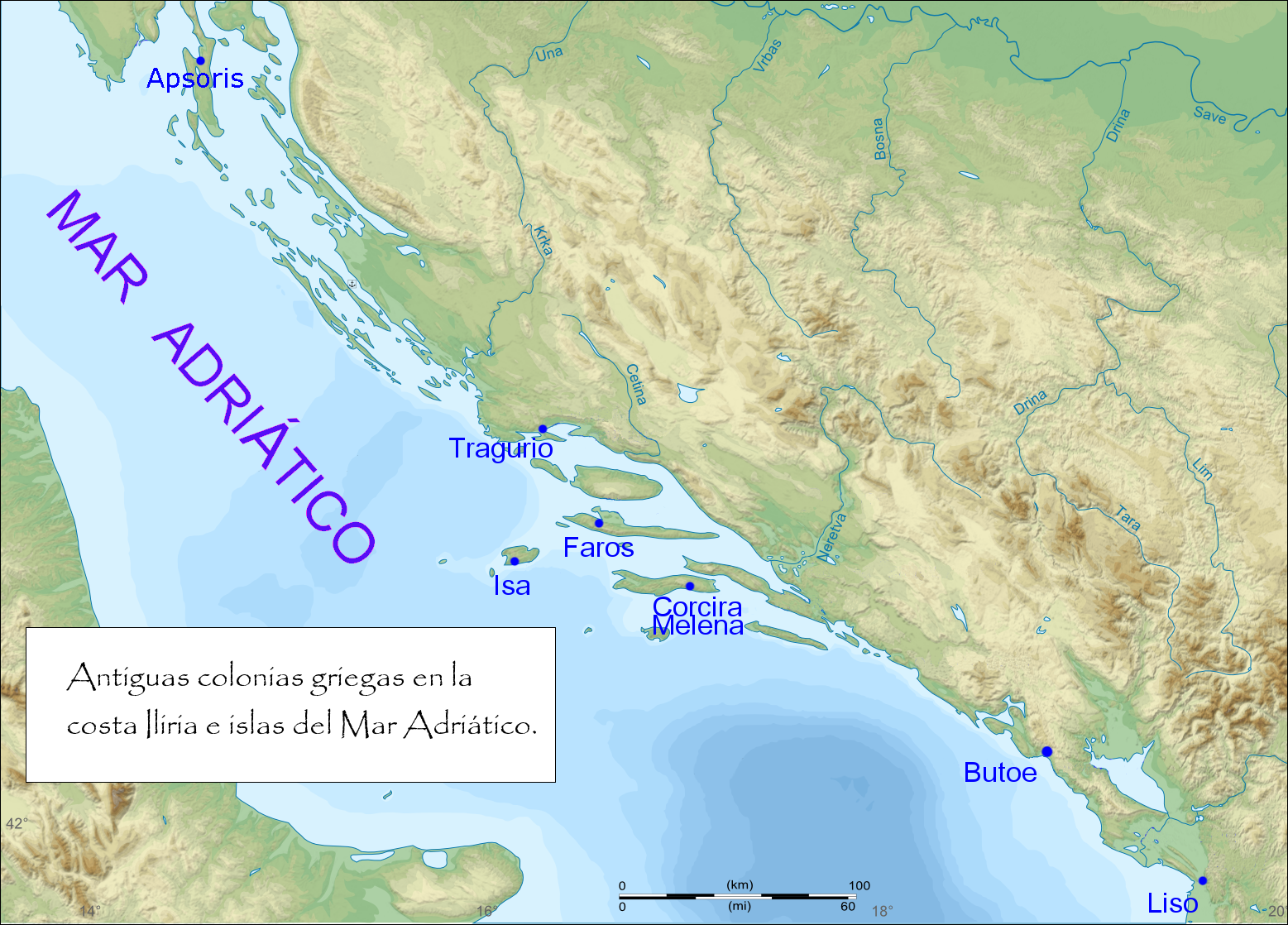
Mapa de las antiguas colonias griegas en Iliria e islas del Mar Adriático con la ubicación de Tragurio.

En el siglo III a. C., Tragurio fue fundado por colonos griegos procedentes de la Isla de Vis, desarrollándose como un importante puerto hasta la llegada del Imperio romano. La rápida prosperidad de Salona (hoy Solin, cerca de Split) redujo la importancia de Trogir. Durante la migración de los eslavos, los ciudadanos de la destruida Salona huyeron a Trogir. A partir del siglo IX, Trogir pagó tributos a los sucesivos reyes de Croacia. La diócesis de Trogir fue establecida en el siglo XI (abolida en 1828) y en el 1107 quedó al cargo del rey húngaro Coloman, ganando de este modo su autonomía como ciudad.
En 1123 fue conquistada y casi completamente destruida por los sarracenos. Sin embargo, Trogir se recuperó tras un corto periodo experimentando una poderosa prosperidad económica durante los siglos XII y XIII. En 1242 el rey Béla IV encontró refugio aquí cuando huía de los tártaros. En los siglos XIII y XIV, la Familia Šubić regentó frecuentemente el ducado de Trogir, elegidos por los ciudadanos; Mladen III 1348, de acuerdo a la inscripción que aparece en el sepulcro de la Catedral de Trogir, llamada "el escudo de los croatas", fue uno de los miembros más prominentes de la familia Šubic.
En 1420, comienza un largo periodo bajo control veneciano. Con la caída de Venecia en 1797, Trogir pasa a formar parte del Imperio austrohúngaro que tuvo el control de la ciudad hasta 1918, excepto durante la ocupación de la ciudad por parte de Francia entre 1806 y 1814. 
Tras la Primera Guerra Mundial, Trogir, junto con toda Croacia, pasó a formar parte del "Estado de los Eslovenos, Croatas y Serbios", lo que posteriormente sería conocido como Yugoslavia. Los Dalmatos Italianos de Traú, bajo el mando del conde Farfogna, trataron de imitar lo que hizo D'Annunzio en Fiume creando un territorio italiano independiente en 1919, pero el tentivo fracasó. Durante la Segunda Guerra Mundial, Trogir fue ocupado por Italia y posteriormente liberado en 1944. A partir de entonces perteneció a Yugoslavia, y desde 1991 a Croacia.

## Cultura
Trogir mantiene una fascinante tradición de 2300 años de urbanismo. Su rica cultura mezcla influencias griegas, romanas y venecianas. Trogir posee una enorme cantidad de palacios, iglesias y torres, así como una fortaleza en una pequeña isla cercana. En 1997 fue inscrita en la lista de ciudades Patrimonio de la Humanidad de la Unesco. Según el informe de esta institución: "La planta ortogonal de este asentamiento isleño data del periodo helénico y fue posteriormente embellecido por los sucesivos regidores con agradables edificios públicos y domésticos, así como fortificaciones. Sus bellas iglesias románicas se ven complementadas por sobresalientes edificios renacentistas y barrocos del periodo veneciano".
Trogir es el complejo románico-gótico mejor conservado no sólo del Adriático sino de toda la Europa central. El centro medieval de la ciudad de Trogir, amurallado, incluye un castillo con torre bien conservado y toda una serie de palacios de estilos románico, gótico, renacentista y barroco. La principal construcción de Trogir es la Iglesia de San Lorenzo, cuya entrada oeste es una obra maestra de Radovan, y la más destacada obra del estilo románico-gótico en Croacia.
Los lugares más destacados son:
- Centro histórico de la ciudad, con cerca de 10 iglesias y numerosos edificios del siglo XIII
- La Puerta de la ciudad (siglo XVII) y las murallas (siglo XV)
- La fortaleza de Camarlengo (siglo XV)
- El palacio ducal (siglo XIII)
- La catedral de San Lorenzo (siglo XIII) con la entrada oeste obra del maestro Radovan
- Los palacios de Cipico (grande y pequeño, siglo XV)
- La logia de la ciudad (siglo XV)

## Economía
El turismo es actualmente la fuente de ingresos más importante en la región de Trogir, supone el 50% del presupuesto municipal, con más de 20.000 camas disponibles entre hoteles y apartamentos particulares para alojar visitantes.
Existe también una importante tradición pesquera y agrícola entre la población de las áreas vecinas. La industria más importante es la de construcción de barcos, con la naviera "Trogir" fundada a comienzos del siglo XX. Esta naviera dispone de capacidad para 2 barcos de 55.000 toneladas. Se construyeron 93 barcos entre 1990 y 2004.

Panorama de Trogir.

## Personajes conocidos nacidos en Trogir
- Petar Berislavić, virrey croata
- Radovan, escultor y arquitecto